# Cliometria
Cliometrics (klīəˈmetriks), às vezes chamado de nova história econômica, ou história econométrica, é a aplicação sistemática de teoria econômica, técnicas econométricas e outros métodos formais ou matemáticos ao estudo da história (especialmente história social e econômica). É uma abordagem quantitativa (em oposição à qualitativa ou etnográfica) da história econômica. O termo cliometria vem de Clio, que era a musa da história, e foi originalmente cunhado pelo economista matemático Stanley Reiter em 1960. Houve um renascimento na "nova história econômica" a partir do final da década de 1990.

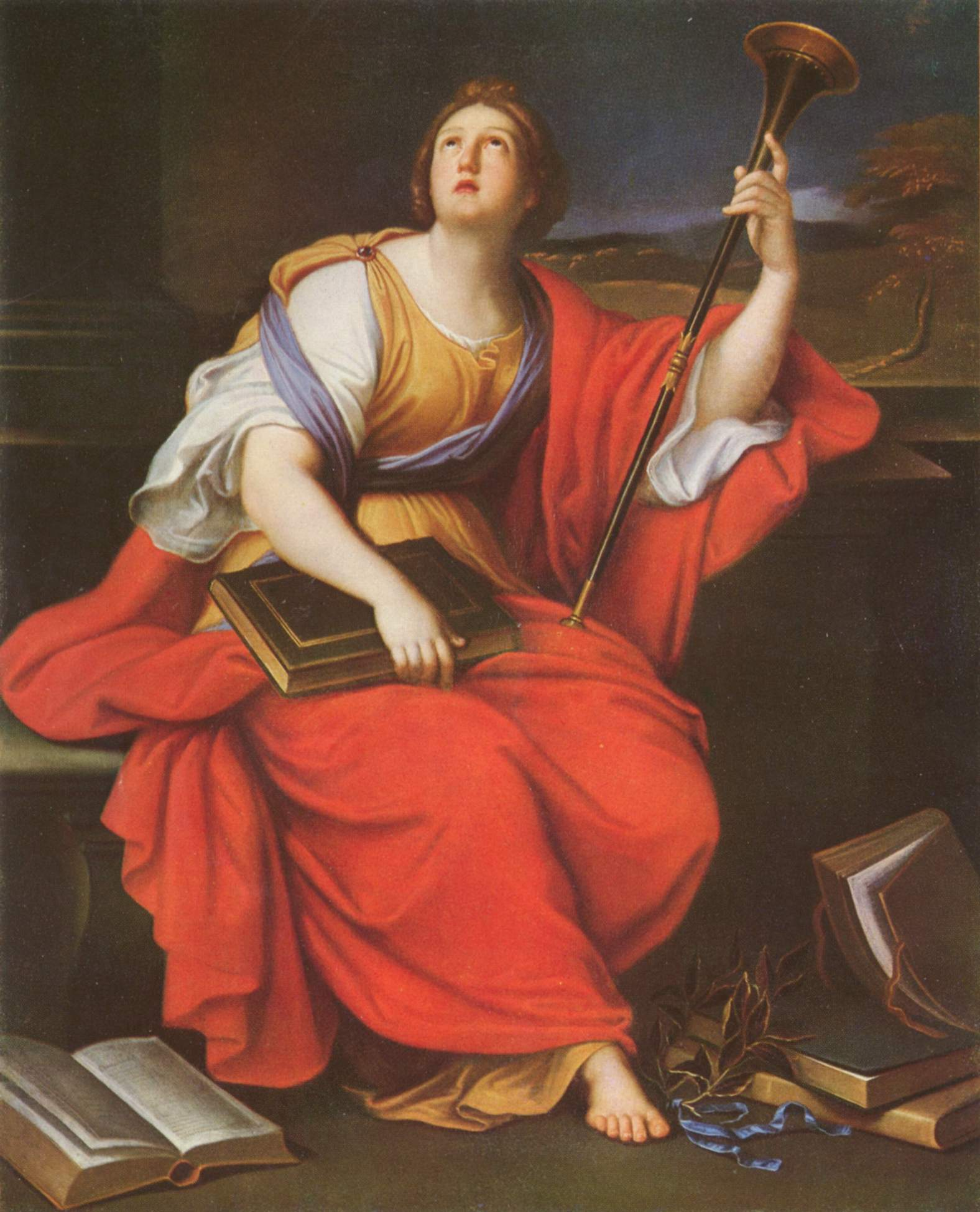
Clio por Pierre Government, óleo sobre tela, de 1689

## História da disciplina
A nova história econômica originou-se em 1958 com The Economics of Slavery in the Antebellum South, obra dos economistas norte-americanos Alfred H. Conrad e John R. Meyer, que causaram uma tempestade de controvérsias com sua alegação, baseada em dados estatísticos, de que a escravidão era economicamente eficiente, e altamente lucrativa para os proprietários de escravos, e que não teria terminado na ausência da Guerra Civil dos EUA. A nova revolução da história econômica na verdade começou em meados da década de 1960 e foi resistida porque muitos historiadores econômicos em exercício eram ou historiadores ou economistas que tinham muito pouca conexão com modelagem econômica ou técnicas estatísticas. Áreas de interesse chave incluem história dos transportes, escravidão, e agricultura. A cliometria tornou-se mais conhecida quando Douglass North e William Parker se tornaram editores do Journal of Economic History em 1960. Os Cliometrics Meetings começaram a ser realizados nessa época na Purdue University e ainda acontecem anualmente em diferentes locais. Hoje, as abordagens cliométricas são padrão em vários periódicos, incluindo o Journal of Economic History, Explorations in Economic History, no European Review of Economic History e o Cliometrica.
Segundo a economista cliométrica Claudia Goldin, o sucesso da revolução cliométrica teve como consequência não intencional o desaparecimento de historiadores econômicos dos departamentos de história. À medida que os historiadores econômicos começaram a usar as mesmas ferramentas que os economistas, eles começaram a parecer mais com outros economistas. Nas palavras de Goldin, "os novos historiadores econômicos extinguiram o outro lado". O outro lado quase desapareceu completamente, com apenas alguns remanescentes em departamentos de história e escolas de negócios. No entanto, alguns novos historiadores econômicos, de fato, começaram a pesquisa em torno desta época, entre eles Kemmerer e Larry Neal (estudante de Albert Fishlow, líder da revolução cliométrica) de Illinois, Paul Uselding da Johns Hopkins, Jeremy Atack da Indiana e Thomas Ulen, de Stanford.
Um grupo para incentivar e aprofundar o estudo de cliometrics, The Cliometric Society, foi fundado em 1983.
Cliometrics foi levada para a Alemanha pelo Americano nascidos e educados, Richard H. Tilly, na década de 1970.
Houve um renascimento em ''nova história econômica'' desde o final da década de 1990. O número de trabalhos sobre história econômica publicados nas melhores revistas de economia tem aumentado nas últimas décadas, composto de 6,6% de artigos na American Economic Review e 10,8% dos artigos na Quarterly Journal of Economics para o período 2004-2014.

## Prêmio Nobel em Economia
Em outubro de 1993, o Banco Nacional da Suécia concedeu o Prêmio Nobel de Ciências Econômicas a Robert William Fogel e Douglass Cecil North "por terem renovado a pesquisa em história econômica". A Academia observou que "eles foram pioneiros no ramo da história econômica que tem sido chamado de ''nova história econômica'', ou cliometria". Fogel e North receberam o prêmio por transformar as ferramentas teóricas e estatísticas da economia moderna no passado histórico: em assuntos que vão da escravidão e ferrovias até o transporte marítimo oceânico e direitos de propriedade.
Fogel é frequentemente descrito como o pai da moderna história econométrica e dos neo-históricos. Ele é especialmente conhecido por usar um trabalho empírico cuidadoso para derrubar a sabedoria convencional. North, professor da Washington University em St. Louis, foi honrado como pioneiro na "nova" história institucional. No anúncio do Nobel, foi feita menção específica a um artigo de 1968 sobre o transporte marítimo, no qual North mostrou que as mudanças organizacionais desempenharam um papel mais importante no aumento da produtividade do que a mudança tecnológica.

## Críticos
Cliometria teve críticos afiados. Boldizzoni resumiu uma crítica comum argumentando que a cliometria é baseada na falsa suposição de que as leis da economia neoclássica sempre se aplicam à atividade humana. Essas leis, diz ele, baseiam-se na escolha racional e na maximização, pois operam em mercados bem desenvolvidos e não se aplicam a economias que não sejam as do Ocidente capitalista na era moderna. Em vez disso, Boldizzoni argumenta que o funcionamento das economias é determinado por condições sociais, políticas e culturais específicas de cada sociedade e período de tempo.
Por outro lado, Diebolt argumentou que a cliometria é madura e bem aceita pelos estudiosos como uma "ferramenta indispensável" na história econômica. Ele diz que a maioria dos estudiosos concorda que a teoria econômica, combinada com novos dados, bem como métodos históricos e estatísticos, são necessários para formular os problemas com precisão, tirar conclusões dos postulados e obter insights sobre processos complicados. No nível aplicado, a cliometria é aceita como a maneira de medir variáveis e estimar parâmetros.
Uma crítica da Cliometria feita por José T. de Salerno, com base na perspectiva da Escola Austríaca de economia, especialmente a de Ludwig von Mises, pode ser encontrada na Introdução da obra de Murray N. Rothbard's Uma História do Dinheiro e Bancária nos Estados Unidos: A Época Colonial até a segunda Guerra Mundial.

## Diferença de cliometria e cliodinâmica
A cliometria e a cliodinâmica compartilham a ambição científica de usar ferramentas quantitativas e dados históricos para testar princípios históricos gerais. Ambos os campos se esforçam para reunir grandes quantidades de dados históricos em grandes amostras. No entanto, os dois campos também diferem de várias maneiras importantes. A cliodinâmica, ao contrário da cliometria, mantém uma relação próxima com as ciências naturais, muitas vezes empregando métodos dominantes das ciências naturais, como modelos de equações diferenciais, relações de lei de poder e modelos baseados em agentes. A teoria dos jogos evolutivos e a análise de redes sociais também são freqüentemente empregadas por cliodinamicistas, mas não por cliometristas. Os clodinamicistas também tendem a incluir fatores associados ao contexto ecológico e aos determinantes biológicos em seus modelos.

## Leitura complementar
- Boldizzoni, Francesco. The Poverty of Clio: Resurrecting Economic History. [S.l.: s.n.] Trecho em Montreal Revisão
- Drukker, J. W. The Revolution that Bit its Own Tail: How Economic History Changed our Ideas on Economic Growth. [S.l.: s.n.]
- Fogel, R. Railroads and American Economic Growth: Essays in Econometric History. [S.l.: s.n.]
- Fogel, Robert William; Engerman, Stanley L. Time on the Cross: The Economics of American Negro Slavery. [S.l.: s.n.] ISBN 0-393-31218-6
- Reflections on the Cliometrics Revolution: Conversations with Economic Historians. [S.l.: s.n.] ISBN 978-0-415-70091-7 Reimpresso a partir de entrevistas a Newsletter do Cliometric Sociedade (excertos)
- Robert A. Margo (2017): "A Integração da História Económica na Economia", NBER Working Paper No. 23538 doi:10.3386/w23538
- «The State of Economic History». American Economic Review. 55. JSTOR 1816246
- North, Douglas; Thomas, Robert. The Rise of the Western World: a New Economic History. [S.l.: s.n.]